# Jarl Ottar
Jarl Ottar u Ottar Jarl (?-970), caudillo vikingo, jarl gauta de Götaland mencionado en Heimskringla (Óláfs saga Tryggvasonar) y en la saga Jomsvikinga.
La saga Jomsvikinga cita a Ottar como padre de Ingeborg, fruto de su relación con Aelfled Aldredsdotter. Ingeborg sería madre de Palnatoke, el legendario héroe vikingo, primer caudillo de los Jomsvikings.
En la Heimskringla, Snorri Sturluson explica que Håkon Sigurdsson asesinó a Jarl Ottar durante un ataque del rey danés Harald Blåtand a Götaland.